# 2001 DC106
2001 DC106 est un objet transneptunien de la famille des cubewanos.

## Caractéristiques
2001 DC106 mesure environ 174 kilomètres de diamètre.